# Rio Amapari
O Rio Amapari é um rio brasileiro que banha o estado do Amapá.
Nasce no alto da cidade de Serra do Navio, banha as cidades de Pedra Branca do Amapari e Serra do Navio. Deságua no Rio Araguari no território do município de Porto Grande.